# Archidiecezja Chartumu
Archidiecezja Chartumu (łac.: Archidioecesis Khartumensis) – rzymskokatolicka archidiecezja ze stolicą w Chartumie w Sudanie, wchodząca w skład Metropolii Chartum. Siedziba arcybiskupa znajduje się w Katedrze Świętego Mateusza w Chartumie. 

## Historia
- Archidiecezja Chartum powstała 12 grudnia 1974.

## Biskupi
- biskup diecezjalny: abp Michael Didi Mangoria
- biskup pomocniczy: Daniel Adwok
- biskup senior: kard. Gabriel Zubeir Wako

## Podział administracyjny
W skład archidiecezji Chartum wchodzi 27 parafii.

## Główne świątynie
- Katedra: Katedra Świętego Mateusza w Chartumie